# Древние уйгуры
Дре́вние уйгу́ры (вэйху, хойху, ойхор) — один из крупнейших средневековых тюркских этносов, сыгравших значительную роль в этнополитической истории народов Центральной Азии.

## История
История древних уйгуров на основе сведений письменных источников прослеживается на протяжении почти тысячелетнего периода: начиная со времени появления на международной арене племенного объединении «гаочэ» — «тегрег» (высокотележники) в IV веке, до XIII—XV вв., когда древние уйгуры окончательно влились в состав новоуйгурского или современного уйгурского этноса Восточного Туркестана и жёлтых уйгуров Ганьсу. Историческая жизнь протоуйгурских племён в эпоху, предшествовавшую этому временному отрезку, т. е. ранее IV в., не поддаётся реконструкции, однако, известно, что она непосредственно связана с хуннским племенным союзом.
В древних китайских исторических сочинениях содержатся сведения о том, что древние уйгуры произошли от хуннов и динлинов.
Истоки ойхор восходят к кочевому народу динлин, который населял в III в. до н. э. район озера Байкал. В V в. динлин вновь появляются на исторической арене, с этого времени именуясь телесцами. В хрониках раннего периода династии Тан древние уйгуры назывались «хуэйхэ». К IV в. древнеуйгурские племена стали называть «хуэйгу». В 840 году сягэсы (енисейские кыргызы) покорили страну Хуэйгу, и часть населения Уйгурского каганата мигрировала в Восточный Туркестан, переходя постепенно от кочевого образа жизни к оседлому и сливаясь с местным населением Таримской впадины — жителями Юйтянь, шулэй, Гуй-цзы, а также с китайцами, переселявшимися на Западные территории со времён династии Хань.
В истории собственно древнеуйгурских племён выделяются три основных периода: 
1. Период государственных образований в Монголии и Джунгарии (союзы кочевых племён IV—VI веков).
2. Период раннегосударственных кочевнических образований — каганатов — в Центральной Азии (Первый Уйгурский каганат, 647—689 годы; Второй Уйгурский каганат, 744—840 годы).
3. Период возникновения и длительной исторической жизни оседлых государств в Восточном Туркестане и Ганьсу, IX—XIII вв.

Исторические сведения о союзах племён, предшествовавших образованию двух Уйгурских каганатов, весьма отрывочны и не позволяют составить целостного представления об истории уйгуров того времени. Более полными являются сведения, относящиеся к последующим двум периодам истории уйгуров, их государственности в Монголии, Восточном Туркестане и Ганьсу.
Динлины и гаоцзюй, предки древних уйгуров, традиционно отождествляются с тюркскими племенами.
Согласно Н. Я. Бичурину, древние уйгуры (ойхоры) и их предшественники чи-ди, динлины (дили) и гаогюй (гаоцзюй) имели монгольское происхождение. По его мнению, гаогюй — потомки чи-ди: вначале они прозывались дили; позже прозваны гаогюйскими динлинами и ойхорами. А. С. Шабалов полагает, что племена чи-ди, дили, гаогюй и хойху (ойхор) первоначально говорили на разновидности монгольского языка.

## Вероисповедание
О вероисповедании уйгуров английский учёный Роджер Бэкон в своем труде «Opus Majus» Архивная копия от 28 марта 2016 на Wayback Machine ("Большом сочинении"), изданном в 1265 году, написал следующее:

 И точно так же идолопоклонники имеют разные секты. Ведь те, которые называются ингурами, чью письменность усвоили тартары, мыслят одного бога, чего не делает прочее большинство идолопоклонников, как излагается в книге о нравах тартар. 

## См.также
- Тогуз-огузы[англ.]
- Этногенез уйгуров
- Уйгуры
- Древние тюрки
- Карлуки
- Уйгурский каганат
- Тюркология
- Уйгурский язык
- Восточный Туркестан
- Тюрки
- Синьцзян-Уйгурский автономный район